# Jambville
Jambville és un municipi francès, situat al departament d'Yvelines i a la regió de Illa de França. L'any 2007 tenia 770 habitants.
Forma part del cantó de Limay, del districte de Rambouillet i de la Comunitat urbana Grand Paris Seine et Oise.

## Demografia

### Població
El 2007 la població de fet de Jambville era de 770 persones. Hi havia 257 famílies, de les quals 46 eren unipersonals (19 homes vivint sols i 27 dones vivint soles), 73 parelles sense fills, 130 parelles amb fills i 8 famílies monoparentals amb fills.
La població ha evolucionat segons el següent gràfic:
Habitants censats

### Habitatges
El 2007 hi havia 294 habitatges, 256 eren l'habitatge principal de la família, 21 eren segones residències i 17 estaven desocupats. 283 eren cases i 11 eren apartaments. Dels 256 habitatges principals, 224 estaven ocupats pels seus propietaris, 20 estaven llogats i ocupats pels llogaters i 12 estaven cedits a títol gratuït; 3 tenien una cambra, 10 en tenien dues, 29 en tenien tres, 39 en tenien quatre i 175 en tenien cinc o més. 232 habitatges disposaven pel capbaix d'una plaça de pàrquing. A 83 habitatges hi havia un automòbil i a 168 n'hi havia dos o més.

### Piràmide de població
La piràmide de població per edats i sexe el 2009 era:
| Homes | Edats   | Dones |
| ----- | ------- | ----- |
| 0     | 95 o +  | 0     |
| 0     | 90 a 94 | 0     |
| 0     | 85 a 89 | 0     |
| 0     | 80 a 84 | 0     |
| 4     | 75 a 79 | 8     |
| 4     | 70 a 74 | 0     |
| 20    | 65 a 69 | 16    |
| 4     | 60 a 64 | 16    |
| 16    | 55 a 59 | 8     |
| 24    | 50 a 54 | 20    |
| 12    | 45 a 49 | 16    |
| 44    | 40 a 44 | 52    |
| 28    | 35 a 39 | 24    |
| 24    | 30 a 34 | 8     |
| 8     | 25 a 29 | 24    |
| 12    | 20 a 24 | 20    |
| 16    | 15 a 19 | 4     |
| 80    | 10 a 14 | 24    |
| 16    | 5 a 9   | 32    |
| 8     | 0 a 4   | 8     |

## Economia
El 2007 la població en edat de treballar era de 493 persones, 365 eren actives i 128 eren inactives. De les 365 persones actives 345 estaven ocupades (187 homes i 158 dones) i 20 estaven aturades (9 homes i 11 dones). De les 128 persones inactives 40 estaven jubilades, 54 estaven estudiant i 34 estaven classificades com a «altres inactius».

### Ingressos
El 2009 a Jambville hi havia 262 unitats fiscals que integraven 766,5 persones, la mediana anual d'ingressos fiscals per persona era de 26.539 €.

### Activitats econòmiques
Dels 17 establiments que hi havia el 2007, 1 era d'una empresa de fabricació d'altres productes industrials, 4 d'empreses de construcció, 3 d'empreses de comerç i reparació d'automòbils, 2 d'empreses de transport, 1 d'una empresa d'informació i comunicació, 1 d'una empresa immobiliària, 1 d'una empresa de serveis, 1 d'una entitat de l'administració pública i 3 d'empreses classificades com a «altres activitats de serveis».
Dels 4 establiments de servei als particulars que hi havia el 2009, 1 era un paleta, 2 lampisteries i 1 empresa de construcció.
L'únic establiment comercial que hi havia el 2009 era una botiga de mobles.
L'any 2000 a Jambville hi havia 3 explotacions agrícoles.

## Equipaments sanitaris i escolars
El 2009 hi havia una escola elemental.

## Poblacions més properes
El següent diagrama mostra les poblacions més properes.